# Torrijos (Spanyolország)
Torrijos egy község Spanyolországban, Toledo tartományban. Torrijos Gerindote, Santo Domingo-Caudilla, Novés és Barcience községekkel határos. Lakosainak száma 14 099 fő (2024).

## Népesség
A település népessége az utóbbi években az alábbiak szerint változott:
| Lakosok száma | 10 173 | 10 756 | 12 000 | 13 117 | 13 448 | 13 241 | 13 295 | 13 466 | 13 678 | 14 099 |
|               | 2001   | 2004   | 2007   | 2009   | 2012   | 2014   | 2017   | 2019   | 2022   | 2024   |